# Islotes Myriad
Los islotes Myriad o islotes Jorquera (según Chile) son un grupo de pequeñas islas situadas a 6 kilómetros al noroeste de los islotes Vedel, y a 8 kilómetros de la costa oeste de las islas Dannebrog, en el sector sur del estrecho de Bismarck, archipiélago Wilhelm, frente a la costa oeste de la península Antártica.

## Historia y toponimia
Fueron cartografiados por la Expedición Británica a la Tierra de Graham (BGLE), al mando de John Rymill, y fotografiadas desde el aire por la Falkland Islands and Dependencies Aerial Survey Expedition (FIDASE) en 1956-1957. En 1959, fueron nombradas por el Comité de Topónimos Antárticos del Reino Unido como Myriad («miríada») debido a la presencia de numerosos islotes pequeños y dispersos que aún permanecen sin ser correctamente cartografiados.
En la toponimia antártica chilena, fueron denominados por la sexta Expedición Antártica Chilena en 1951-1952, en honor al comandante capitán de fragata Pedro Jorquera Goicolea, a bordo del patrullero Leucotón.

## Reclamaciones territoriales
Argentina incluye las islas en el departamento Antártida Argentina dentro de la provincia de Tierra del Fuego, Antártida e Islas del Atlántico Sur; para Chile forman parte de la comuna Antártica de la provincia Antártica Chilena dentro de la Región de Magallanes y de la Antártica Chilena; y para el Reino Unido integran el Territorio Antártico Británico. Las tres reclamaciones están sujetas a las disposiciones del Tratado Antártico.
Nomenclatura de los países reclamantes: 
- Argentina: ¿?
- Chile: islotes Jorquera[4]
- Reino Unido: Myriad Islands[3]